# 岩田暁一
岩田 暁一（いわた ぎょういち、1933年5月6日 - 2025年4月4日）は、日本の経済学者、慶應義塾大学名誉教授。

## 経歴・人物
新潟県出身。1952年新潟県立新潟高等学校卒業、1956年慶應義塾大学経済学部卒業、1962年同大学院博士課程満期退学、1975年「寡占価格への計量的接近」で経済学博士。1959年慶大工学部助手、1965年商学部助手、1966年助教授、1973年教授。1999年定年、名誉教授。
ゼミでの教え子に片岡剛士、岡田利規がいる。

## 著書
- 『経済分析のための統計的方法』東洋経済新報社 1967
- 『寡占価格への計量的接近』東洋経済新報社 実証経済学選書 1974
- 『計量経済学』有斐閣経済学叢書 1982
- 『先物とオプションの理論』東洋経済新報社 1989

### 共編著
- 『テキストブック統計学』木下宗七共編 有斐閣ブックス 1979
- 『先物・オプション市場の計量分析』編 慶應義塾大学出版会 慶應義塾大学産業研究所叢書 1997